# Zach Garrett
Zach Garrett (ur. 8 kwietnia 1995 w Wellington) – amerykański łucznik, srebrny medalista olimpijski z Rio de Janeiro.
Startuje w konkurencji łuków klasycznych. Zawody w 2016 były jego pierwszymi igrzyskami olimpijskimi. Partnerowali mu Brady Ellison i Jake Kaminski. W 2015 brał udział w igrzyskach panamerykańskich, a drużynowo Amerykanie zajęli drugie miejsce. W tym samym roku również w drużynie został juniorskim wicemistrzem globu.